# Diapontia pourtaleensis
Diapontia pourtaleensis är en spindelart som beskrevs av Cândido Firmino de Mello-Leitão 1944. 
Diapontia pourtaleensis ingår i släktet Diapontia och familjen vargspindlar. Inga underarter finns listade i Catalogue of Life.